# Блу Маунд (Илиноис)
Блу Маунд (енгл. Blue Mound) град је у америчкој савезној држави Илиноис.

## Демографија
По попису из 2010. године број становника је 1.158, што је 29 (2,6%) становника више него 2000. године.
| Група             | 2000.         | 2010.         |
| Белци             | 1.123 (99,5%) | 1.121 (96,8%) |
| Афроамериканци    | 0 (0,0%)      | 4 (0,3%)      |
| Азијати           | 0 (0,0%)      | 5 (0,4%)      |
| Хиспаноамериканци | 3 (0,3%)      | 15 (1,3%)     |
| Укупно            | 1.129         | 1.158         |